# Né comune né volgare
Né comune Né volgare, uscito nel 2009, è il secondo album di Max Arduini, registrato da Stefano Dionigi al GamGam & Homestudio Riccione e Fano nei mesi di Gennaio e settembre 2009.
L'album è stato ristampato nel 2009 (Live in Rome 2009 - Limited edition), con l'aggiunta di un DVD registrato a Roma.

## Tracce
1. Voce e scena – 2:21
2. Ho un pezzo di cuore – 3:46
3. La rivalona (feat. Michela Vitali) – 3:17
4. Notte romagnola (feat. Michela Vitali) – 4:16
5. Ho capito un po' di cose – 2:36
6. La settima casa – 4:06
7. Cedo Gabbia (Tel. Ora d'aria) – 4:23
8. In qualche giorno – 3:29
9. Di boxe di lussurie di vizi – 3:26
10. L'ombra della discrezione – 3:57
11. Clessidre di biscotti – 3:54
12. Lucifero rem – 3:22
13. Dove mi porta l'istinto – 3:25
14. Colpo smarrito (Cantautore di nicchia) – 5:38
15. Il missile laureato – 3:40

### DVD Acustico 2009
- Live in Rome (video)

## Formazione
- Max Arduini - voce, chitarra, pianoforte
- Stefano Dionigi - chitarre e programmazione
- Michela Vitali - voce in La rivalona e Notte romagnola